# Taubenturm (Saint-Antoine-du-Queyret)

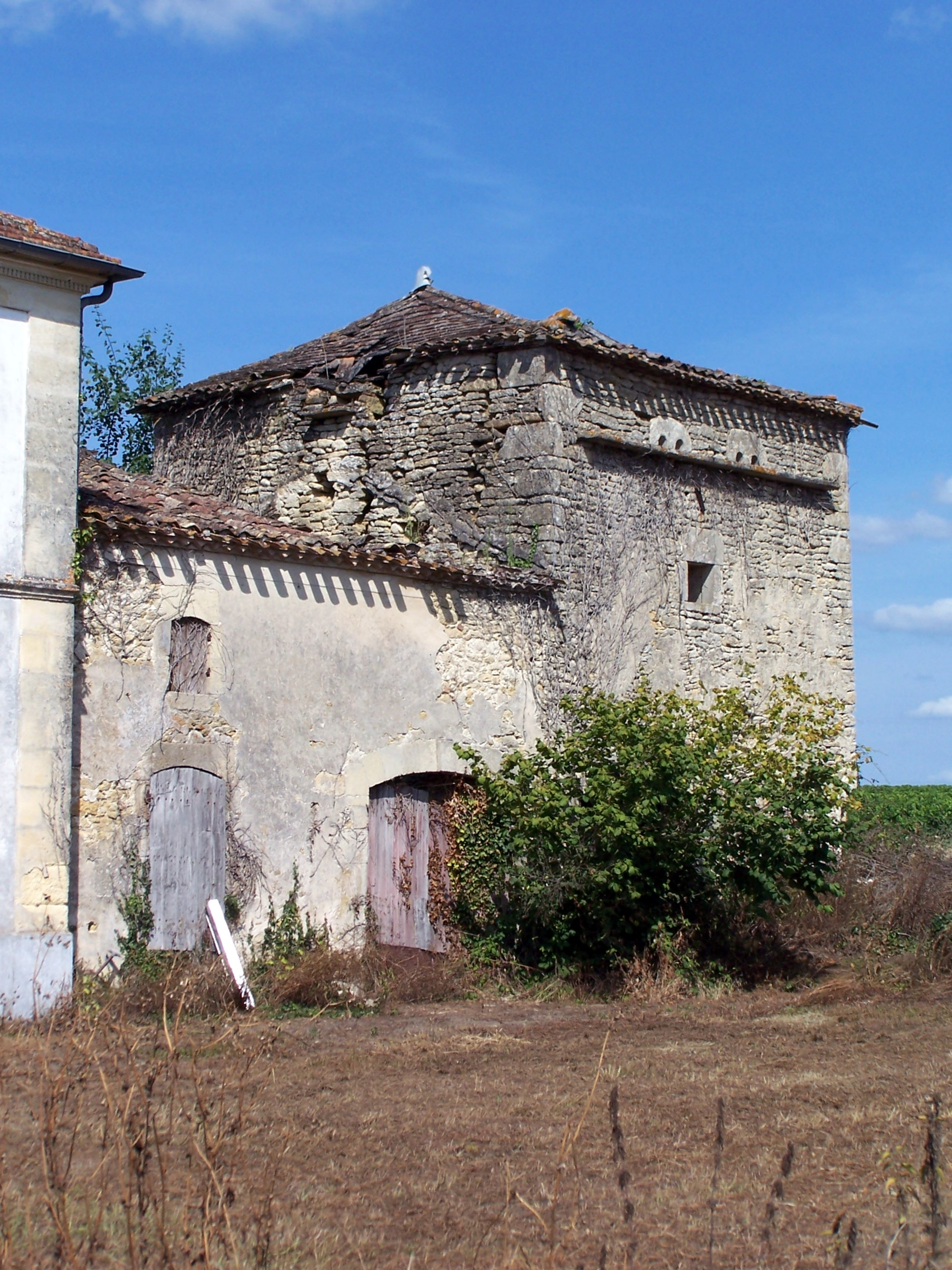
Taubenturm in Saint-Antoine-du-Queyret

Der Taubenturm (französisch colombier oder pigeonnier) in Saint-Antoine-du-Queyret, einer französischen Gemeinde im Département Gironde in der Region Nouvelle-Aquitaine, wurde im 16. oder 17. Jahrhundert errichtet.  
Der rechteckige Taubenturm aus verputztem Kalksteinmauerwerk wird von einem Walmdach mit kleinen Ziegeln abgeschlossen. 
Bis in die 1910er Jahre wurde das Erdgeschoss zur Herstellung von Stoffen aus Hanf genutzt.